# Olusegun Obasanjo
Olúṣẹ́gun Matthew Dani Okikiọla Àrẹ̀mú Ọbásanjọ́ Milliasa (pron. yoruba: [olúʃɛ́ɡũ ɔbásanɟɔ] · ; Abeokuta, 14 novembre 1937) è un generale e politico nigeriano, Presidente del Governo Militare Federale della Nigeria dal 1976 al 1979 e Presidente dal 1999 al 2007.

## Biografia
È stato eletto dopo la morte di Sani Abacha, avvenuta nel giugno 1998.
Nell'agosto 2021, l'Unione africana ha nominato Olusegun Obasanjo Alto rappresentante per la pace nel Corno d'Africa.

## Citazioni
Nel film District 9 (2009), uno dei protagonisti è un gangster nigeriano, chiamato Obesandjo. La somiglianza con il nome dell'ex-presidente ha spinto Dora Akunyili, ministro dell'informazione nigeriano, a chiedere pubblicamente ai cinema di Abuja, capitale dello Stato, di non proiettare la pellicola.